# Rhipidoglossum obanense
Espèce
Synonymes
- Angraecum obanense Rendle[1]
- Diaphananthe obanensis (Rendle) Summerh.[1]

Rhipidoglossum obanense (Rendle) Summerh. est une espèce de plantes à fleurs de la famille des Orchidaceae (les orchidées) et du genre Rhipidoglossum, endémique du Cameroun et du Nigeria.

## Étymologie
L'épithète spécifique obanense fait référence aux monts Oban au Nigeria.

## Description
Rhipidoglossum obanense est une plante érigée ou semi-pendante avec des tiges de 20 cm de long. Les feuilles de 6 à 11 cm de long et de 1,5 à 2,5 cm de large poussent sur la partie apicale de la tige. Les inflorescences portent beaucoup de fleurs de couleur blanc verdâtre.

## Habitat et distribution
Rhipidoglossum obanense est une plante épiphyte qui pousse dans les forêts humides dans une région allant du sud du Nigeria au Cameroun.

## Synonymes
Rhipidoglossum obanense possède deux synonymes homotypiques : Agraecum obanense et Diaphanante obanensis.